# Bakker & Timmenga

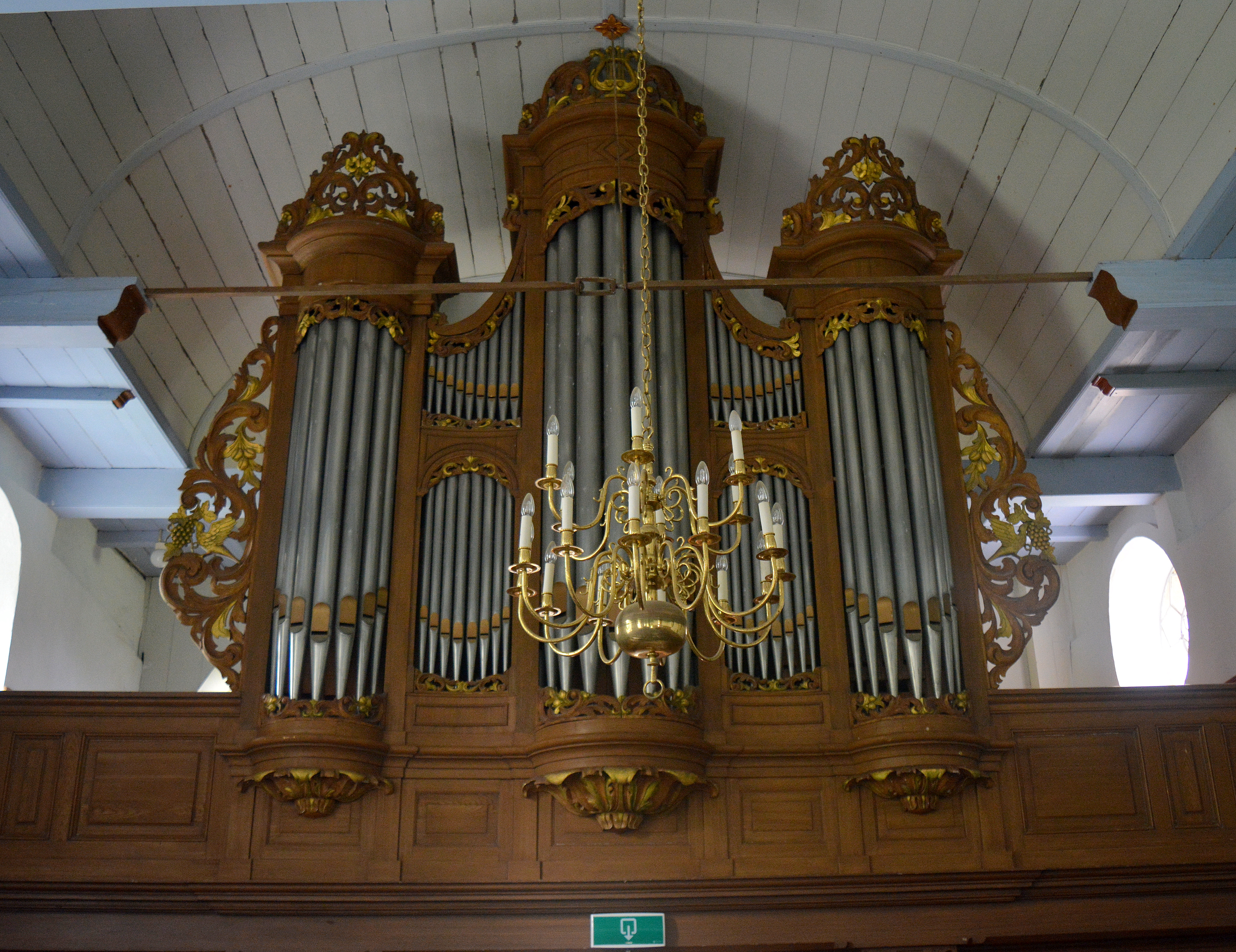
Orgel uit 1880 in de Kerk van Westernijkerk

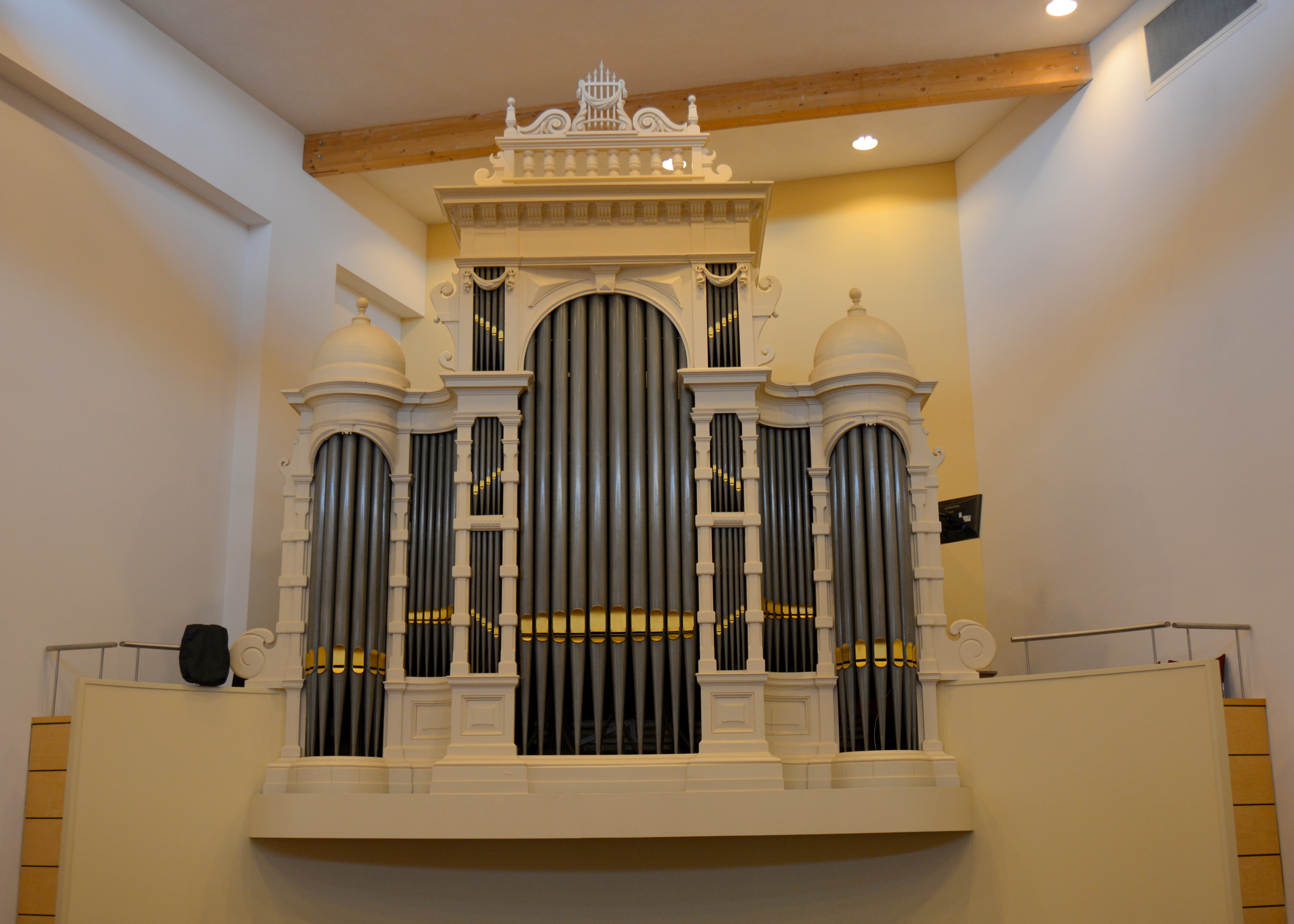
Orgel uit 1895 in de Morgenster (Leeuwarden)

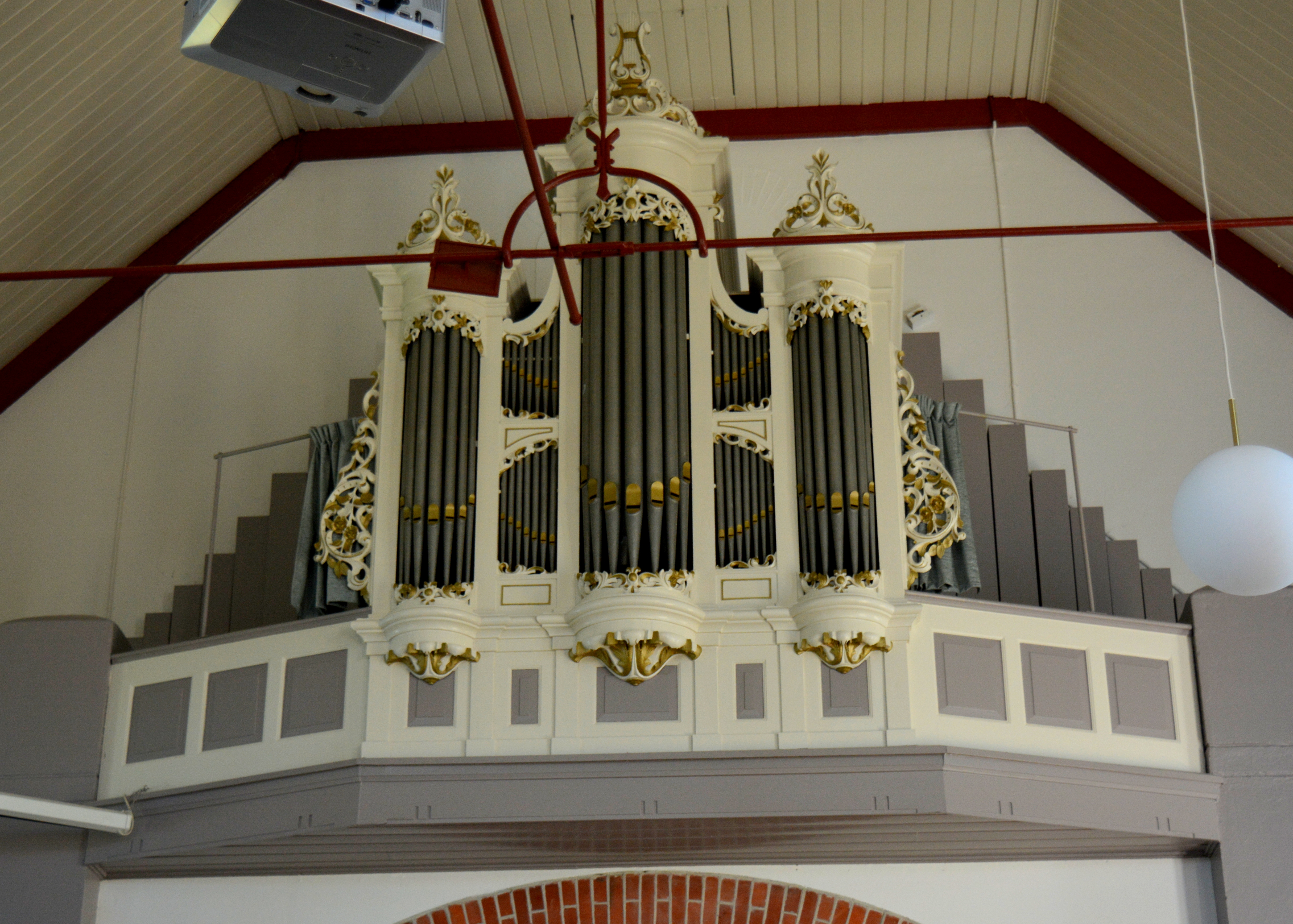
Orgel uit 1908 in de Marthakerk (Raard)

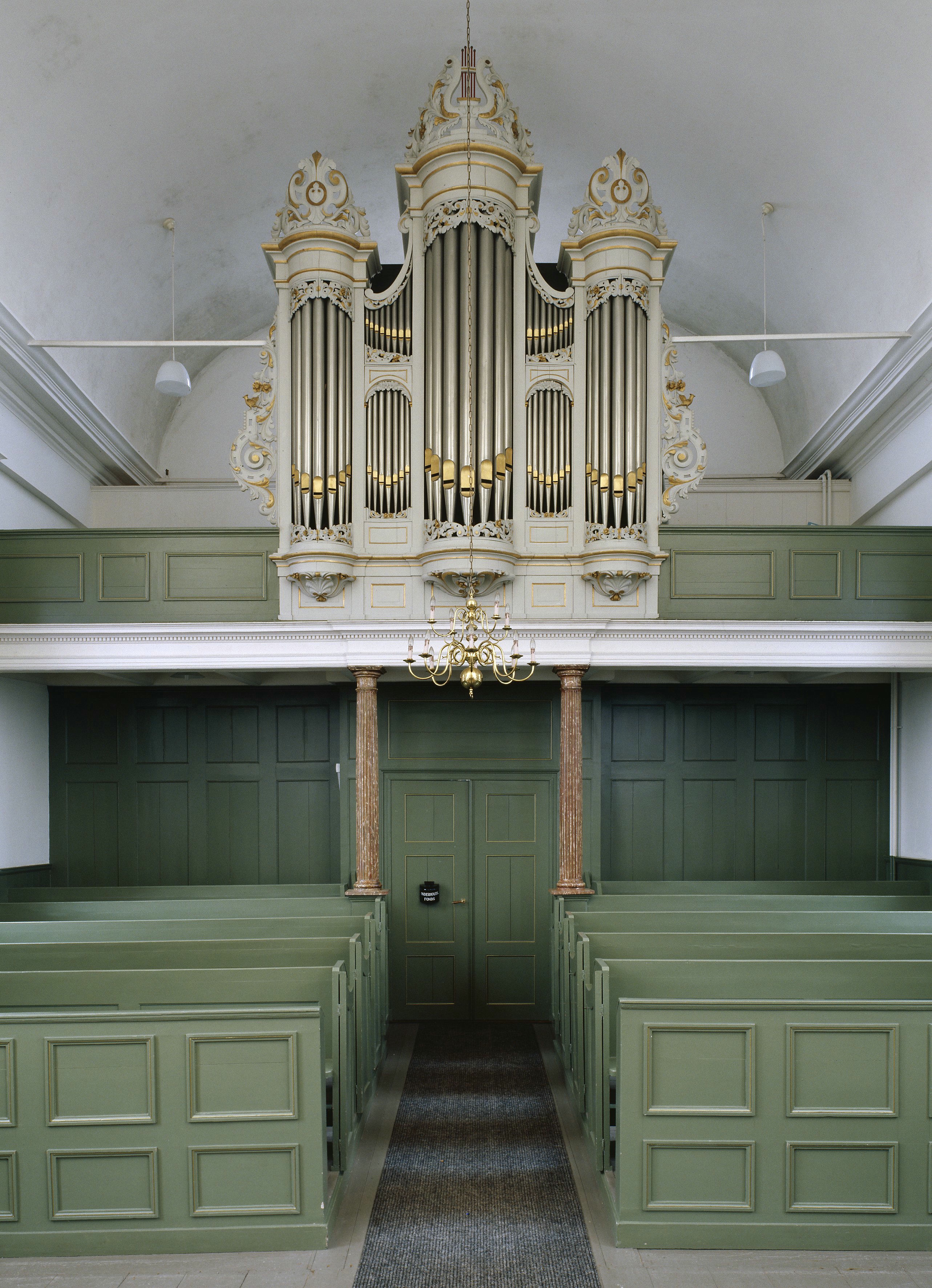
Orgel uit 1881 in de Doopsgezinde kerk (IJlst)

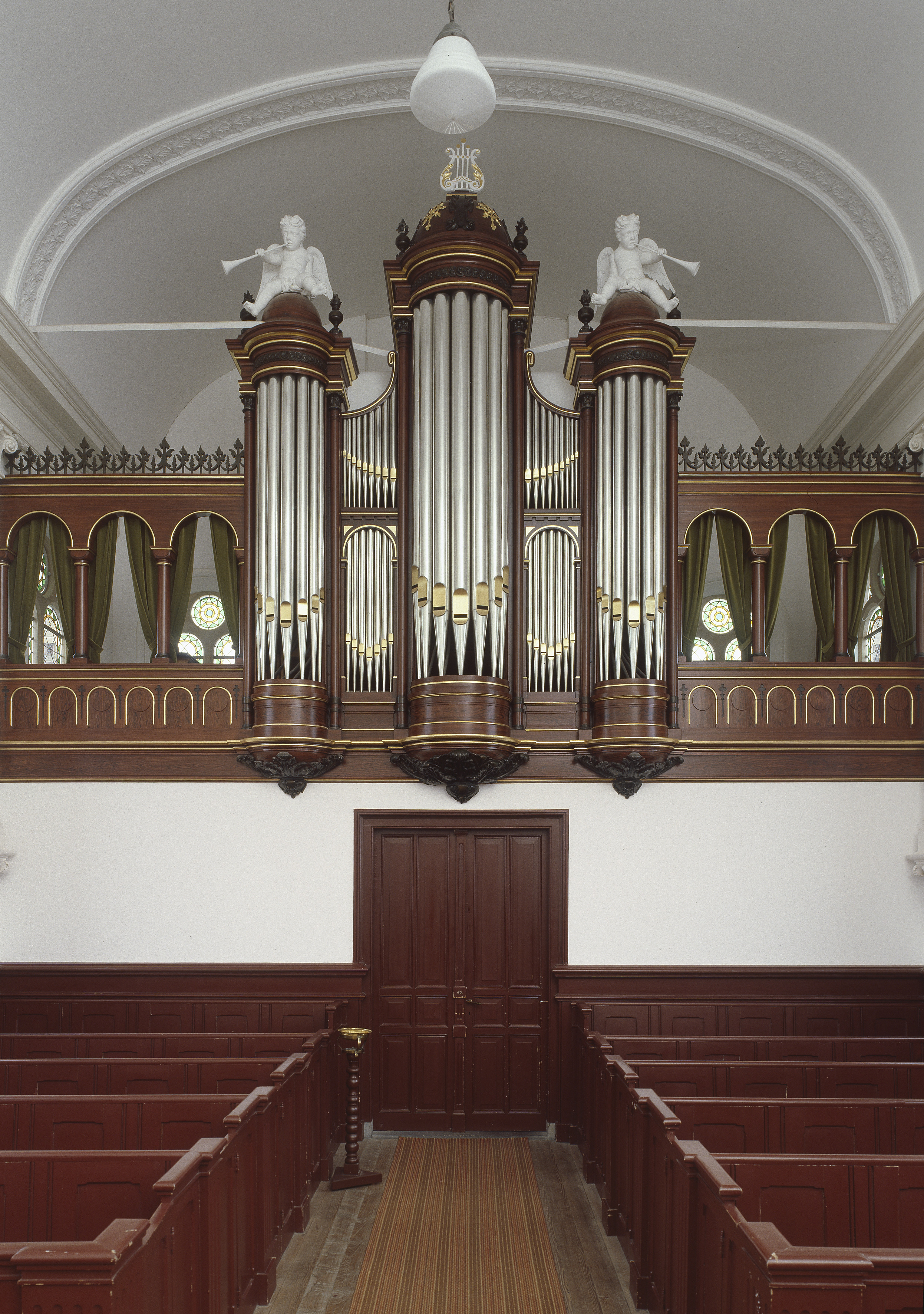
Orgel uit 1883 in de Kerk van Warstiens

Bakker & Timmenga is een Nederlandse orgelmakerij gevestigd in de stad Leeuwarden.

## Geschiedenis
De orgelmakerij werd in 1880 begonnen door de twee orgelbouwers Fokke Bakker (1842-1904) en Arjen Timmenga (1854-1920). Beiden hadden hun opleiding genoten bij Willem Hardorff. Het was naast Adema, Van Dam en Hardorff de vierde orgelmakerij in Leeuwarden. Het compagnonschap werd in 1902 ontbonden, waarna Timmenga het bedrijf alleen voortzette. In 1919 ging hij een compagnonschap aan met zijn zoon Bernard Timmenga (1889-1972), die het bedrijf tot 1960 leidde. Toen werd de orgelmakerij overgenomen door Wopke Yedema en Harm Pieter Dam. Sinds 1991 is Bert Yedema eigenaar. In 2005 (125-jarig jubileum) werd het bedrijf bekroond met het Predicaat Hofleverancier.
Per 1 oktober 2023 is het bedrijf overgenomen door orgelbouwer Reil te Heerde.

## Orgels (selectie)
| Plaats                   | Kerk                   | Jaar |
| ------------------------ | ---------------------- | ---- |
| Abbega                   | Gertrudiskerk          | 1923 |
| Assendelft               | Hervormde kerk         | 1895 |
| Augustinusga             | Gereformeerde kerk     | 1929 |
| Baard                    | Hervormde kerk         | 1888 |
| Balk                     | Doopsgezinde kerk      | 1908 |
| Beetgumermolen           | Gereformeerde kerk     | 1899 |
| Blokzijl                 | Hervormde (Grote) kerk | 1901 |
| Boornbergum              | Hervormde kerk         | 1925 |
| Damwoude                 | Sint-Bonifatiuskerk    | 1895 |
| De Knipe                 | Nij Brongergea Tsjerke | 1916 |
| De Knipe                 | Doopsgezinde kerk      | 1960 |
| Delfstrahuizen           | Jacobuskerk            | 1909 |
| Donkerbroek              | Gereformeerde kerk     | 1920 |
| Ferwoude                 | Kerk van Ferwoude      | 1911 |
| Gaastmeer                | Pieltsjerke            | 1890 |
| Garijp                   | Petruskerk             | 1886 |
| Goënga                   | Kerk van Goënga        | 1900 |
| Gouderak                 | Gereformeerde kerk     | 1899 |
| Hallum                   | De Hoeksteen           | 1926 |
| Hantumhuizen             | Sint-Annakerk          | 1907 |
| Harich                   | Kerk van Harich        | 1981 |
| Heeg                     | Ichthuskerk            | 1891 |
| Heerenveen               | Doopsgezinde Kerk      | 1900 |
| Hidaard                  | Kerk van Hidaard       | 1935 |
| Hijum                    | Nicolaaskerk           | 1913 |
| Hollum                   | Magnuskerk             | 1894 |
| Hollum                   | Herenwegkerk           | 1903 |
| Idsegahuizum             | Kerk van Idsegahuizum  | 1908 |
| IJlst                    | Doopsgezinde kerk      | 1881 |
| Jislum                   | Catharinakerk          | 1925 |
| Kollumerpomp             | Gereformeerde kerk     | 1913 |
| Kollumerzwaag            | Hervormde kerk         | 1904 |
| Langezwaag (Gaast)       | Kerk van Langezwaag    | 1901 |
| Leeuwarden               | Kurioskerk             | 1973 |
| Leeuwarden               | Morgenster             | 1895 |
| Leeuwarden               | Opstandingskerk        | 1966 |
| Lollum                   | Hervormde kerk         | 1914 |
| Nieuwehorne              | Kerk van Nieuwehorne   | 1915 |
| Offingawier              | Kerk van Offingawier   | 1908 |
| Opeinde                  | Hervormde kerk         | 1909 |
| Oudebildtzijl            | Julianakerk            | 1896 |
| Oudega (De Friese Meren) | Hervormde kerk         | 1908 |
| Oudemirdum               | Hervormde kerk         | 1900 |
| Oudkerk                  | Pauluskerk             | 1883 |
| Raard                    | Marthakerk             | 1908 |
| Reitsum                  | Hervormde kerk         | 1885 |
| Rinsumageest             | Alexanderkerk          | 1892 |
| Roderwolde               | Jacobskerk             | 1911 |
| Schingen                 | Stevenskerk            | 1912 |
| Sondel                   | Kerk van Sondel        | 1897 |
| Spannum                  | Kerk van Spannum       | 1911 |
| Suameer                  | Dorpskerk              | 1906 |
| Suawoude                 | Sint-Georgiuskerk      | 1884 |
| Surhuisterveen           | Dorpskerk              | 1982 |
| Tietjerk                 | Sint-Vituskerk         | 1887 |
| Twijzel                  | Sint-Petruskerk        | 1905 |
| Veenwouden               | Johanneskerk           | 1890 |
| Vlagtwedde               | Kerk van Vlagtwedde    | 1901 |
| Waddinxveen              | Morgensterkerk         | 1898 |
| Warstiens                | Kerk van Warstiens     | 1883 |
| Westergeest              | Hervormde kerk         | 1891 |
| Westernijkerk            | Kerk van Westernijkerk | 1880 |
| Wijckel                  | Vaste Burchtkerk       | 1900 |
| Wolvega                  | Ichtuskerk             | 1910 |
| Wons                     | Hervormde kerk         | 1891 |
| Woudsend                 | De Karmel              | 1938 |
| Zurich                   | Kerk van Zurich        | 1901 |
| Zwartewaal               | Martinuskerk           | 1902 |